# Érismature ornée
Oxyura vittata
Espèce
Statut de conservation UICN

 LC  : Préoccupation mineure
L'Érismature ornée (Oxyura vittata) est une espèce d'oiseaux de la famille des anatidés qui se rencontre en Amérique du Sud.

## Répartition
Son aire s'étend à travers le cône Sud ; elle hiverne jusqu'au Paraguay et la région Sud (Brésil).

## Particularités
Le canard de ce genre est petit, il mesure environ 40 cm pour un poids de 640 grammes. Cet oiseau est particulièrement maladroit sur le terrain à cause de la disposition de ses pattes, trop en arrière. C'est pourquoi il préfère séjourner dans l'eau, où il s’alimente. On le trouve rarement en vol, et il assure également ses actes sexuels dans l'eau.
L'érismature ornée argentine mâle possède le plus long pénis de la classe des oiseaux par rapport à sa longueur corporelle (en moyenne 20 cm, soit équivalent à celui de l'autruche). C'est le plus long parmi les vertébrés. On fait même état d'un individu doté d'un organe de 42.5 cm,. Ce trait particulier est le résultat de la sélection sexuelle qui a cours dans l'espèce. D'une part, il semblerait que le pénis soit utilisé comme atour lors de la parade nuptiale des mâles. D'autre part, la forme spiralée du pénis, qui se termine par une extrémité en forme de brosse écouvillon, permettrait de « nettoyer » le sperme de potentiels concurrents sexuels encore présent dans l'oviducte de la femelle : un cas de compétition sexuelle intra-sexe.
Ce canard est capable de produire son pénis en 0,36 seconde, on parle d'érection explosive.

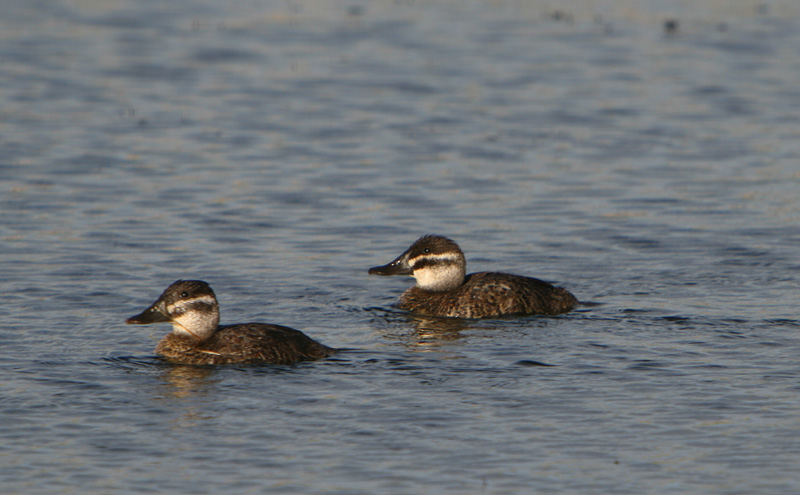
Femelles.
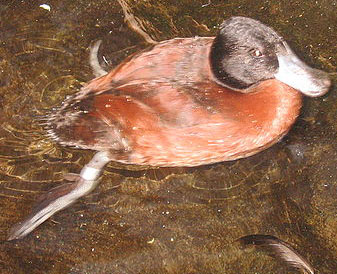
Érismature ornée adulte.
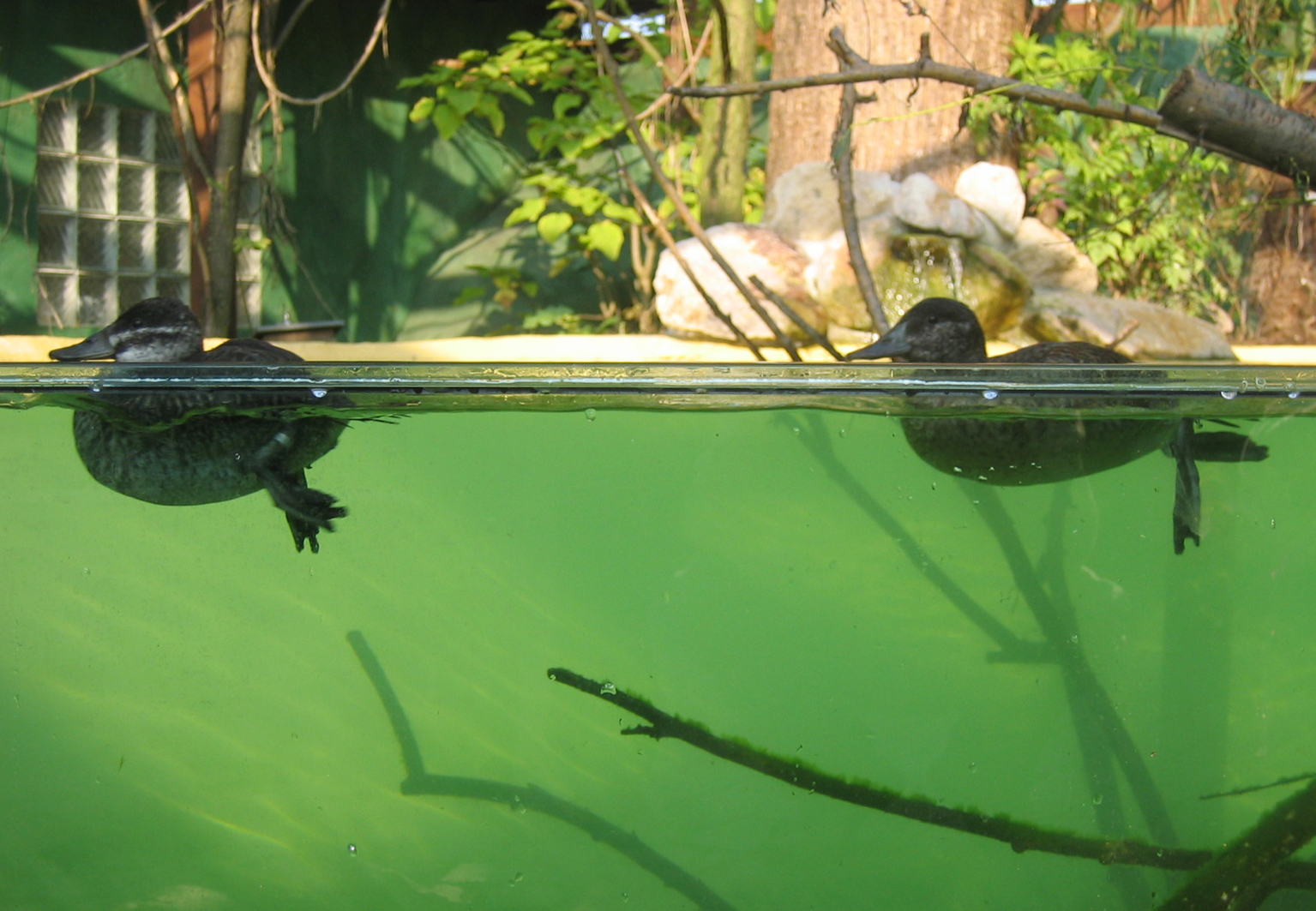
Nages dans un zoo.

## Bases de données
- (fr) Oiseaux.net : Oxyura vittata (+ répartition)
- (en) Congrès ornithologique international : Oxyura vittata dans l'ordre Anseriformes (consulté le 20 mai 2015)
- (fr + en)  Avibase : Oxyura vittata (+ répartition) (consulté le 30 juin 2015)
- (en) UICN : espèce Oxyura vittata (Philippi, 1860) (consulté le 30 juin 2015)
- (en) Tree of Life Web Project : Oxyura vittata
- (en) Animal Diversity Web : Oxyura vittata
- (fr) eBird : Oxyura vittata